# キャラバン (中米の移民)
キャラバンは、中米諸国で発生する移民もしくは難民の大移動。

## 2018年10月に発生したキャラバン

### 発生
2018年10月13日、貧困やマラス (ギャング)組織による犯罪、暴力で苦しむホンジュラスの市民が、SNSの呼びかけなどに応じて、一斉にアメリカへ向け移動を開始した。10月15日には隣国グアテマラの国境を突破し、10月19日にはメキシコ国境に到達。各国境では、警察等が移動民の流れを食い止めようとしたが数の力で突破された。
10月23日、キャラバンの集団は、メキシコ チアパス州のウイストラで1日の休息を取った。アメリカ国境の3,000km手前にあたる。この時点でのキャラバン参加者数は、国際連合の推計で約7,000人、翌24日のメキシコ政府の発表では3,630人。10月26日、メキシコのエンリケ・ペニャニエト大統領は、キャラバンの参加者がメキシコ南部の2州（チアパス州、オアハカ州）にとどまる場合、医療と教育、仕事を提供することを発表した。
ホンジュラス発のキャラバンが通過したグアテマラでは、新たなキャラバンが発生。10月28日にメキシコ国境に到達したが、グアテマラ側へ押し返された。また、10月中にはグアテマラの南方のエルサルバドルでも、首都サンサルバドルにて300人余りのキャラバンが結成されアメリカに向けて移動を開始した。

### ドナルド・トランプ大統領の対応
キャラバンにメキシコ国境が突破されたことを受け同日、アメリカのドナルド・トランプ大統領はキャラバン参加者と移動を許した中米諸国を批判し、状況に応じてアメリカ＝メキシコ国境に軍要員を動員することを表明した。また、キャラバン結成の背後には民主党があったと批難した。10月30日に国境警備のため5,200人を週内に派遣するとし、翌30日には最大で1万5000人の兵士を派遣する準備があると述べた。

### アメリカメキシコ国境における対応
11月18日、キャラバンの約4千人ほどがティフアナに到達している中で、キャラバンから離れた約50人がシウダフアレスからアメリカへ越境して拘束された。

## 2020年に発生したキャラバン
2020年9月30日、ホンジュラスからアメリカを目指す移民の集団約3000人がグアテマラに入った。グアテマラでは2019新型コロナウイルス対策として、入国する外国人に検査を義務付けているが、移民の集団はこれを無視して国境を通過した。